# Sarduri II
Sarduri II va ser rei d'Urartu de l'any 753 aC al 735 aC.
Va succeir al seu pare Argisti I. Va fundar la ciutat de Sarduriqurda a la muntanya de Kixteir (al sud-est del llac Van). Va fer expedicions militars durant el seu regnat i va expandir el territori. Cap al nord-est va sotmetre a Sinalibi rei de Tulikhu (al sud-oest del llac Sevan), a Murinu, rei de Uelikuḫi, a la regió del nord de Doğubayazıt (a l'oest del Sevan), i al rei Zagalu de la regió d'Arguqiu. També va fer campanya contra Etiuni, Aiararat i Eriaqi. Cap al nord, a la zona del llac de Txaldir, va sotmetre la ciutat de Maqaltu, i cap al nord-oest va arribar a la regió dominada per les tribus Kholka (Còlquida). Al sud, va lluitar contra els assiris el 754 aC derrotant l'exèrcit assiri sota el comandament d'Aixurnirari V a Arpad, un esdeveniment que podria haver provocat que l'exèrcit assiri no fes campanya durant diversos anys, i va tornar a Manna; al sud-oest va sotmetre a vassallatge els països de Tumeichki (potser Tomisa) i Kauri (Gaurek, entre Kharpurt i Malatya). Va tornar a Khaté (Kahti) i va derrotar el rei Hilaruada (Khilarwada) i va entrar a la seva capital. Va cobrar tribut al rei Kushtashoi de Kummukh (Commagena) del que també va ocupar la capital; i va sotmetre als reis de Gurgum (Marash) i el Regne de Samal (Zindjirli).
El nou rei d'Assíria Teglatfalassar III (741-724 aC) va iniciar la lluita pels districtes fronterers que s'havien sotmès a Urartu. Va atacar Arpad al nord d'Alep. Sarduri hi va acudir amb forces pròpies i dels seus aliats de Kummukh, Melitalqi (Malatya) i Gurgum, però va ser derrotat per Teglatfalassar III a Rumqala, a la vora de l'Eufrates. Les regions del Diyar Bakr, Bohtan, Batman, Kharpurt i Kummukh van passar a Assíria. L'any 736 aC el rei assiri va sotmetre el país d'Ulluba (Sasun) i l'any següent va envair Urartu assetjant Tushpa, però va ser rebutjat. Els intents assiris de controlar Kubutxkia, Mutsatsir i Manna no van reeixir i van restar lleials a Urartu.
Sarduri II va morir cap a l'any 753 aC i el va succeir Rusa I.